# Martin (North Kesteven)
Martin – wieś i civil parish w Anglii, w hrabstwie Lincolnshire, w dystrykcie North Kesteven. Leży 19 km na południowy wschód od Lincoln i 180 km na północ od Londynu.
W 2011 roku civil parish liczyła 866 mieszkańców.